# Giuseppe Maria d'Altemps, IV duca di Gallese
Giuseppe Maria d'Altemps, IV duca di Gallese detto anche semplicemente Giuseppe (Roma, 1653 – Soriano nel Cimino, 19 febbraio 1713), è stato un nobile italiano.

## Biografia
Figlio di Giovanni Pietro d'Altemps, III duca di Gallese e della sua seconda moglie, Isabella Lante, Giuseppe Maria nacque a Roma nel 1653.
Alla morte del padre, nel 1691, gli succedette come quarto duca di Gallese e con lui ebbe inizio una vera e propria decadenza finanziaria della famiglia: lo spirito mecenatesco del padre e del nonno prima di lui, infatti, avevano ridotto sul lastrico le finanze della famiglia, al punto che egli venne costretto a vivere vita riparata nel suo castello di Soriano, lontano dagli sfarzi della roma papalina dell'epoca, venendo altresì costretto a vendere le sue preziose carrozze.
Si separò quasi completamente dalla moglie Ortensia Mattei che, disgustata dalla miseria in cui era caduto il marito, visse il resto della sua vita nel monastero di Santa Lucia in Selci pur di rimanere vicina a Roma.
Morì a Soriano nel Cimino nel 1713 e venne sepolto nella Basilica di Santa Maria in Trastevere a Roma.

## Matrimonio e figli
Giuseppe Maria sposò la nobildonna romana Ortensia Mattei. La coppia ebbe insieme:
- Roberto Aniceto (1687-1747), V duca di Gallese. Sposò Feliciana Silva Altemps

## Albero genealogico
|                                                         |                               |                                                | Genitori                               |  |  | Nonni |  |  | Bisnonni                             |  |  | Trisnonni             |  |
|                                                         |                               |                                                |                                        |  |  |       |  |  | Roberto d'Altemps, I duca di Gallese |  |  | Marco Sittico Altemps |  |
|                                                         |                               |                                                |                                        |  |  |       |  |  | Roberto d'Altemps, I duca di Gallese |  |  | Marco Sittico Altemps |  |
|                                                         |                               | Olivia Giganti                                 |                                        |  |  |       |  |  | Roberto d'Altemps, I duca di Gallese |  |  |                       |  |
| Giovanni Angelo d'Altemps, II duca di Gallese           |                               |                                                |                                        |  |  |       |  |  | Roberto d'Altemps, I duca di Gallese |  |  |                       |  |
|                                                         |                               | Cornelia Orsini                                | Virginio Orsini, duca di San Gemini    |  |  |       |  |  |                                      |  |  |                       |  |
|                                                         |                               | Cornelia Orsini                                | Virginio Orsini, duca di San Gemini    |  |  |       |  |  |                                      |  |  |                       |  |
|                                                         |                               | Cornelia Orsini                                | Giovanna Caetani                       |  |  |       |  |  |                                      |  |  |                       |  |
| Giovanni Pietro d'Altemps, III duca di Gallese          |                               | Cornelia Orsini                                |                                        |  |  |       |  |  |                                      |  |  |                       |  |
|                                                         |                               | Federico Cesi, I duca d'Acquasparta            | Angelo Cesi, signore di Monticelli     |  |  |       |  |  |                                      |  |  |                       |  |
|                                                         |                               | Federico Cesi, I duca d'Acquasparta            | Angelo Cesi, signore di Monticelli     |  |  |       |  |  |                                      |  |  |                       |  |
|                                                         |                               | Federico Cesi, I duca d'Acquasparta            | Beatrice Caetani dell'Aquila           |  |  |       |  |  |                                      |  |  |                       |  |
| Maria Cesi                                              |                               | Federico Cesi, I duca d'Acquasparta            |                                        |  |  |       |  |  |                                      |  |  |                       |  |
|                                                         |                               | Olimpia Orsini                                 | Giovanni Orsini, marchese di Lamentana |  |  |       |  |  |                                      |  |  |                       |  |
|                                                         |                               | Olimpia Orsini                                 | Giovanni Orsini, marchese di Lamentana |  |  |       |  |  |                                      |  |  |                       |  |
|                                                         |                               | Olimpia Orsini                                 | Porzia dell'Anguillara                 |  |  |       |  |  |                                      |  |  |                       |  |
| Giuseppe Maria d'Altemps, IV duca di Gallese            |                               | Olimpia Orsini                                 |                                        |  |  |       |  |  |                                      |  |  |                       |  |
|                                                         | Ludovico Lante, nobile romano | Michele Lante                                  |                                        |  |  |       |  |  |                                      |  |  |                       |  |
|                                                         | Ludovico Lante, nobile romano | Michele Lante                                  |                                        |  |  |       |  |  |                                      |  |  |                       |  |
|                                                         | Ludovico Lante, nobile romano | Antonia Astalli                                |                                        |  |  |       |  |  |                                      |  |  |                       |  |
| Marcantonio Lante, marchese di San Lorenzo e Monteleone | Ludovico Lante, nobile romano |                                                |                                        |  |  |       |  |  |                                      |  |  |                       |  |
|                                                         |                               | Lavinia Maffei                                 | Girolamo Maffei, patrizio di Volterra  |  |  |       |  |  |                                      |  |  |                       |  |
|                                                         |                               | Lavinia Maffei                                 | Girolamo Maffei, patrizio di Volterra  |  |  |       |  |  |                                      |  |  |                       |  |
|                                                         |                               | Lavinia Maffei                                 | Antonia Mattei                         |  |  |       |  |  |                                      |  |  |                       |  |
| Isabella Lante Della Rovere                             |                               | Lavinia Maffei                                 |                                        |  |  |       |  |  |                                      |  |  |                       |  |
|                                                         |                               | Ippolito Della Rovere, marchese di San Lorenzo | Giulio Della Rovere                    |  |  |       |  |  |                                      |  |  |                       |  |
|                                                         |                               | Ippolito Della Rovere, marchese di San Lorenzo | Giulio Della Rovere                    |  |  |       |  |  |                                      |  |  |                       |  |
|                                                         |                               | Ippolito Della Rovere, marchese di San Lorenzo | Leonora da Ferrara                     |  |  |       |  |  |                                      |  |  |                       |  |
| Lucrezia Della Rovere                                   |                               | Ippolito Della Rovere, marchese di San Lorenzo |                                        |  |  |       |  |  |                                      |  |  |                       |  |
|                                                         |                               | Isabella Vitelli, marchesa di Amatrice         | Jacopo Vitelli, signore di Amatrice    |  |  |       |  |  |                                      |  |  |                       |  |
|                                                         |                               | Isabella Vitelli, marchesa di Amatrice         | Jacopo Vitelli, signore di Amatrice    |  |  |       |  |  |                                      |  |  |                       |  |
|                                                         |                               | Isabella Vitelli, marchesa di Amatrice         | Livia Orsini                           |  |  |       |  |  |                                      |  |  |                       |  |
|                                                         |                               | Isabella Vitelli, marchesa di Amatrice         |                                        |  |  |       |  |  |                                      |  |  |                       |  |